# Suiza en los Juegos Paralímpicos de Geilo 1980
Suiza estuvo representada en los Juegos Paralímpicos de Geilo 1980 por un total de 27 deportistas, 20 hombres y siete mujeres.

## Medallistas
El equipo paralímpico suizo obtuvo las siguientes medallas:
| Nombre                | Deporte        | Evento                       |
| --------------------- | -------------- | ---------------------------- |
| Oro                   |                |                              |
| Elisabeth Osterwalder | Esquí alpino   | Eslalon 2B femenino          |
| Elisabeth Osterwalder | Esquí alpino   | Eslalon gigante 2B femenino  |
| Rolf Heinzmann        | Esquí alpino   | Eslalon 3A masculino         |
| Rolf Heinzmann        | Esquí alpino   | Eslalon gigante 3A masculino |
| Plata                 |                |                              |
| Heinz Moser           | Esquí alpino   | Eslalon gigante 3A masculino |
| Felix Gisler          | Esquí alpino   | Eslalon gigante 3B masculino |
| Bronce                |                |                              |
| Franciane Fischer     | Esquí alpino   | Eslalon 3A femenino          |
| Franciane Fischer     | Esquí alpino   | Eslalon gigante 3A femenino  |
| Eugen Diethelm        | Esquí alpino   | Eslalon gigante 2A masculino |
| Equipo                | Esquí de fondo | 4 × 5 km 1A+2A masculino     |